# Tally Hall
Tally Hall é uma banda estadunidense conhecida por melodias animadas e letras caprichosas. Originalmente, os membros descreviam seu estilo musical como "Wonky Rock". Porém, devido a tentativas de definir as características do gênero "Wonky Rock", eles viriam à redefinir seu estilo como "Fabloo". Numa tentativa de não deixar sua música ser definida por um gênero em particular.

## Membros
A Banda Tally Hall é composta por 5 membros atuais, 1 ex-membro e um "Mascote"

### Joe Hawley
Joseph Robert Hawley é o membro de gravata vermelha, Joe nasceu em 23 de Setembro de 1983, Na Cidade de Detroit - Michigan.
Joe Hawley é Vocalista e Guitarrista da banda Tally Hall.

### Zubin Sedghi
Zubin Sedghi é o membro de gravata azul, Zubin nasceu em 16 de Setembro de 1984 na cidade de Bloomfield.
Zubin é Baixista e Vocalista da Banda.
Hoje Zubin é medico de familia.

### Rob Cantor
Rob Howard Cantor é o membro de gravata amarela, Rob nasceu em 26 de agosto de 1983 na cidade de Bloomfield.
Atualmente Rob Trabalha na Walt Disney Company, criando varios albuns para o Disney Junior.

### Ross Federman
Ross Steven Federman é o Membro de gravata cinza/prateada, Ross nasceu em 30 de janeiro de 1985, sendo o membro mais jovem da banda.